# Platja dels Canyerets (Sant Feliu de Guíxols)
La platja dels Canyerets és una platja del municipi de Sant Feliu de Guíxols (Baix Empordà), situada a l'entorn residencial de la urbanització Rosamar. Limita al nord amb un tram de penya-segats anomenat els esculls de sa Bardissa, i al sud amb la platja dels Canyerets, del municipi de Santa Cristina d'Aro, de la que està separada per unes roques. Orientada al sud-est, té una longitud de 143 m i una amplada mitjana de 26 m. Està formada per sorra de gra mitjà de matisos rosats. El pendent d'entrada a l'aigua és fort. A la part més allunyada de l'aigua forma unes petites dunes. Disposa de dutxes, servei de socorrisme, lloguer de caiacs, aparcament i quiosquet de temporada.
L'Agència Catalana de l'Aigua efectua un control setmanal de la qualitat de l'aigua, durant la temporada de bany, amb el resultat d'excel·lent.